# Xylose
Xylose (kurz: Xyl, auch Holzzucker, von altgriechisch ξύλον xýlon, deutsch ‚Holz‘) ist eine Aldopentose, eine Zuckerart mit fünf Kohlenstoff-Atomen und einer Aldehydgruppe als funktioneller Gruppe, die unter anderem bei der Hydrolyse von Holzgummi mit verdünnten Säuren entsteht. Aus ihr wird der Zuckeraustauschstoff Xylit hergestellt. Bezogen auf Saccharose hat eine 10%ige D-Xyloselösung eine Süßkraft von 67 %.
Xylose wird im menschlichen Organismus nicht abgebaut und in unveränderter Form wieder ausgeschieden. In der Medizin wird Xylose deshalb zur Untersuchung der Magenentleerung und der Resorptionsvorgänge im Darm eingesetzt.

## Stereochemie
Der Begriff Xylose steht für zwei Enantiomere: D-Xylose und L-Xylose, die sich zueinander wie Bild und Spiegelbild verhalten. Die Stellung der Hydroxygruppe an C4 (dem zweituntersten Kohlenstoffatom) bestimmt, ob es sich um das D- oder das L-Enantiomer handelt. In der Fischer-Projektion zeigt diese bei der D-Xylose nach rechts (lat.: dexter, daher D), bei der L-Xylose nach links (lat.: laevus, L).
Wie andere langkettige Zucker auch, kann Xylose intramolekular zu einem cyclischen Halbacetal mit fünf oder sechs Atomen im Ring reagieren. Aufgrund des dadurch neu entstehenden Chiralitätszentrums gibt es für die Ringformen von D- und L-Xylose jeweils vier Isomere.
| D-Xylose – Schreibweisen | D-Xylose – Schreibweisen | D-Xylose – Schreibweisen |
| Keilstrichformel         | Haworth-Schreibweise     | Haworth-Schreibweise     |
| ------------------------ | ------------------------ | ------------------------ |
|                          | α-D-Xylofuranose         | β-D-Xylofuranose         |
| α-D-Xylopyranose         | β-D-Xylopyranose         |                          |

Die Suffixe -pyranose bzw. -furanose beschreiben die Ähnlichkeit des Ringes mit den Heterocyclen Pyran bzw. Furan.
Bei 20 °C liegt in Wasser gelöste D-Xylose ähnlich wie D-Glucose zu 35 % in der α-Pyranoseform und 65 % in der β-Pyranoseform vor.
Die CAS-Nummer für die offenkettige, racemische Xylose ist 25990-60-7.
Jeder Ringform und jedem Stereoisomer ist eine eigene CAS-Nummer zugeordnet:
|          | offen- kettig | Furanose   | Furanose   | Pyranose  | Pyranose  |
| α        | offen- kettig | β          | α          | β         |           |
| -------- | ------------- | ---------- | ---------- | --------- | --------- |
| D-Xylose | 58-86-6       | 14795-83-6 | 37110-85-3 | 6763-34-4 | 2460-44-8 |
| L-Xylose | 609-06-3      | 41546-30-9 | 41546-29-6 | 7296-58-4 | 7322-30-7 |

## Medizinische Verwendung
Der D-Xylose-Absorptionstest kann bei der Untersuchung auf Malabsorption Verwendung finden.

## Nachweisreaktion
Xylose kann nasschemisch durch die Molisch-Probe nachgewiesen werden.